# Aleksandr Miszon
Aleksandr Michajłowicz Miszon (ros. Александр Михайлович Мишон, azer. Aleksandr Mişon, fr. Alexandre Michon; ur. 5 lipca 1858 w Charkowie, zm. 5 lipca 1921 w Samarze) – rosyjski fotograf, reżyser i operator filmowy.

## Życiorys
Urodził się we francuskiej rodzinie. Karierę fotografa rozpoczął w miejscu urodzenia. Później przeprowadził się do Baku (obecnie stolica Azerbejdżanu) i mieszkał tam przez ponad 25 lat. W tym miejscu, w 1898 roku nakręcił swój pierwszy film przy użyciu kinematografu Braci Lumière. Podczas pobytu w Azerbejdżanie (1879–1905) wykonywał zdjęcia krajobrazów, wydobywania ropy naftowej, procesów rafineryjnych, wycieków olejów i pożarów pól naftowych. Efekty tej pracy można zobaczyć w jego filmach. Powszechnie uważany jest za pioniera azerskiego kina.

## Filmografia
- Balaxanıda neft fontanı (1898)
- Balaxanı-Sabunçu polis idarəsi süvari qorodovoyların at oynatmaları (1898)
- Bibiheybatda neft fontani yangini (1898)
- Alahazrat buxara amirinin 'veliki knyaz Aleksey' paroxodunda yolasalma marasimi (1898)
- Ilisdin (1898)
- Qafqaz raqsi (1898)
- Bazar küçasi sübh çag (1898)
- Qafqaz və Merkuri cəmiyyətinin paroxodunun limandan yola düşməsi (1898)
- Qatarin damiryol stansiyasina daxil olmasi (1898)
- Şəhər bağında xalq gəzintisi (1898)